# Muzayraa
Muzayraa (tiếng Ả Rập: مزيرعة, Mzera'a hoặc Mazirah) là một thị trấn ở phía tây bắc Syria, một phần hành chính của Tỉnh Latakia, nằm ở phía đông Latakia. Các địa phương lân cận bao gồm Difa và Hanadi ở phía tây, al-Jandiriyah ở phía tây bắc, al-Haffah và Ayn al-Tineh ở phía bắc, Slinfah ở phía đông bắc, Shathah ở phía đông và Qardaha ở phía nam. Theo Cục Thống kê Trung ương Syria (CBS), Muzayraa có dân số là 834 trong cuộc điều tra dân số năm 2004. Đây là trung tâm hành chính và là địa phương lớn thứ tư của Muzayraa nahiyah ("cấp dưới") bao gồm 27 địa phương với dân số tập thể là 13.908 vào năm 2004. Cư dân của nó chủ yếu là Kitô hữu.